# Franz Anton Hillebrandt

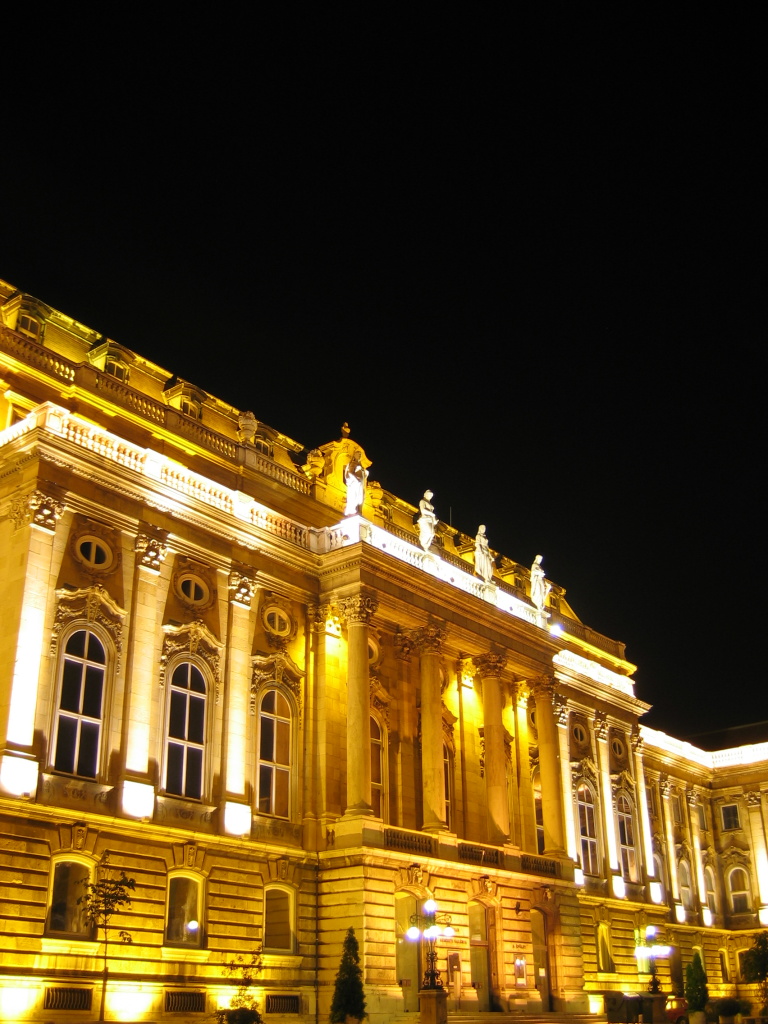
Hillebrand a Budavári Palotán is dolgozott

Franz Anton Hillebrandt, ritkán Franz Anton Hillebrand, (Bécs, 1719. április 2. – Bécs, 1797. január 25.) osztrák építész volt.

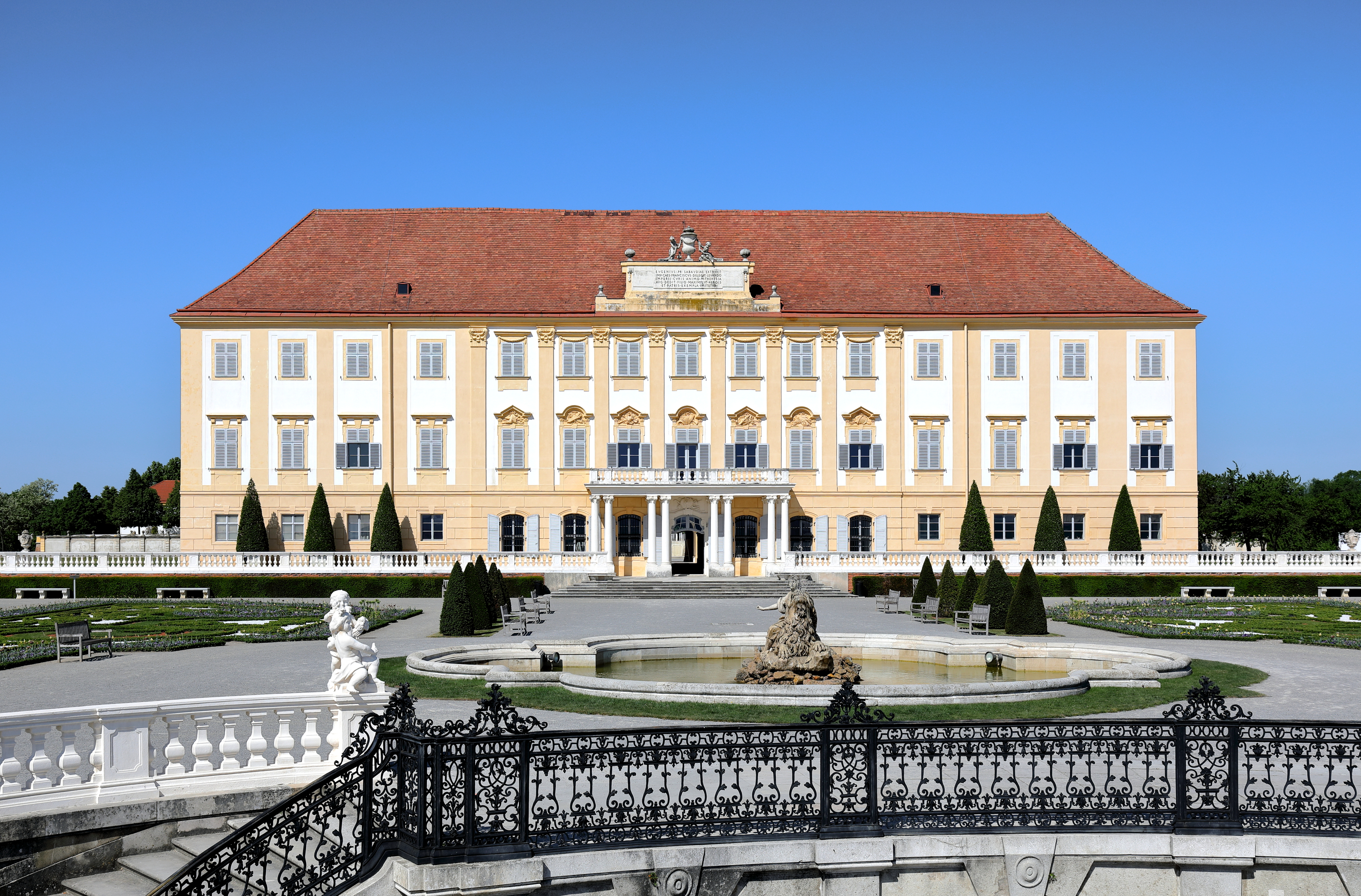
Az engelhartstetteni Hof-kastély, adépités (1773–1775)

## Élete
Franz Anton Hillebrandt, teljes neve Franz de Paula von Hillebrandt volt. Apja Wolfgang Hillebrandt német ács, aki családjával Felső-Pfalzból Bécsbe emigrált. Tizenöt évesen jelentkezett a bécsi képzőművészeti akadémiára, ahová 1734. január 3-án felvételt is nyert.
1756-ban Hillebrandt hosszabb tanulmányutat tett Németországban és Hollandiában. Ez alatt az idő alatt rövid ideig Melchior Zobel von Giebelstadt würzburgi érseknél dolgozott.
Mikor 1757-ben a Magyar Kamara építésze, Johann Baptist Martinelli meghalt, Hillebrandt pályázott a helyére. Az év végén Martinelli utódjaként alkalmazásba került, de nem kapott fizetést. Csak az 1762. október 29-i hivatalos megerősítést követően kaphatott fizetést. 1757-től 1797-ig Hillebrandt főként a magyarországi középületekért volt felelős. Ebben az időben szinte az összes fontos magyar állami építkezés az ő vezetése alatt folyt, így egyebek mellett a nagyváradi római katolikus székesegyház, a püspöki palota és a Kanonoksor barokk épületegyüttese is.
1772. október 31-i hatállyal Hillebrandtot kinevezték az elhunyt Nikolaus Pacassi császári udvari vezető építész utódjának. Ebben a minőségében vette át a bécsi császári építészeti hivatal vezetését és 1773-tól 1775-ig ő volt a bécsi Hofburg átalakításának felelőse.
Dolgozott még a Budavári Palota és a pozsonyi vár átalakításán is.

## Fordítás
- Ez a szócikk részben vagy egészben  a   Franz Anton Hillebrandt című német Wikipédia-szócikk fordításán alapul.  Az eredeti cikk szerkesztőit annak laptörténete sorolja fel. Ez a jelzés csupán a megfogalmazás eredetét és a szerzői jogokat jelzi, nem szolgál a cikkben szereplő információk forrásmegjelöléseként.